# 松蔭寺 (横浜市)

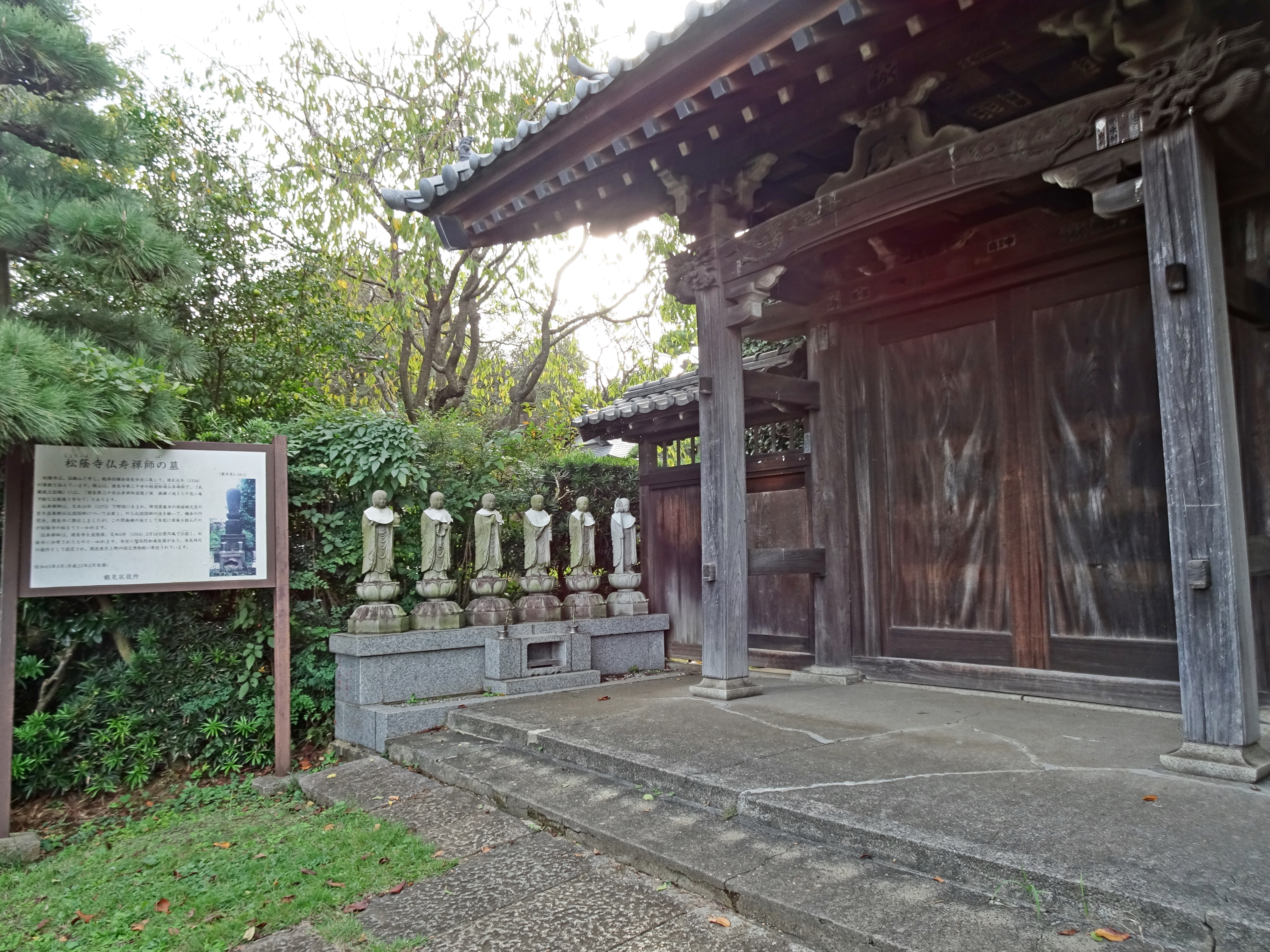
松蔭寺の山門

松蔭寺（しょういんじ）は、神奈川県横浜市にある臨済宗建長寺派の寺院。山号は仙鶴山、本尊は木造釈迦如来立像。

## 歴史
建武元年(1334年)、建長寺30世の枢翁妙環（仏寿禅師）が建長寺の住持を退いたのち、隠居所として結んだ草庵・正統庵に始まると伝わる。寺を中興した廣山という僧の時代に寺号を松音寺と定めたが、後に現在の寺号である松蔭寺に改めたという。その後、幾度となく襲った火災で什宝や古文書などが失われたため、寺の歴史・沿革についての詳細は不明。なお、仏寿禅師が寂した際に分骨を受け、境内にある墓地にはその墓が置かれているほか、慈眼堂には江戸時代に即身仏となった里見義高が祀られている。
『新編武蔵風土記稿』によれば、江戸時代後期に現在の場所に移され、元々寺があった付近は「本屋敷」と呼ばれたとされる。また同書の記述から、「寺尾」の地名の起源をこの寺とする考えもある。

## 文化財
- 銅造如来坐像

阿弥陀如来像と伝わる銅製の1躯で東京国立博物館に寄託されている。2016年（平成28年）11月4日に横浜市の有形文化財に指定された。